# Харитон Кудинский
Харитон Кудинский (ум. XVI) — преподобный Русской православной церкви основатель и первый игумен ныне упраздненного Кудина Харитонова монастыря (располагался в деревне Кудино Торопецкого района Тверской области).
Биографических сведений о нём практически не сохранилось. Харитон Кудинский принадлежит к числу местно-чтимых святых; с какого времени почитается, неизвестно. Мощи Харитона, по сказанию Новгородской Софийской летописи, покоятся под спудом в бывшей монастырской церкви Благовещенья Пресвятой Богородицы, ныне приходской церкви погоста Кудина (на озере Кудине, в трёх верстах от города Торопца Псковской губернии).
Память 28 сентября (11 октября). Помимо этого, 10 апреля по юлианскому календарю установлено празднование Собора Псковских святых, куда включено и имя преподобного Харитона Кудинского, которое было  установлено 10 апреля 1987 года по инициативе митрополита Псковского Иоанна (Разумова) и по благословению патриарха Московского и всея Руси Пимена.